# Pogódki (gmina)
Pogódki – dawna gmina wiejska istniejąca w latach 1934–1954 w woj. pomorskim/gdańskim (dzisiejsze woj. pomorskie). Siedzibą władz gminy były Pogódki.
Gmina zbiorowa Pogódki została utworzona 1 sierpnia 1934 roku w powiecie kościerskim w woj. pomorskim z dotychczasowych jednostkowych gmin wiejskich: Jaroszewy (część główna), Jezierce, Kleszczewo, Kobyle, Koźmin, Lipia Góra, Pogódki i Zawada oraz z obszarów dworskich położonych na tych terenach lecz nie wchodzących w skład gmin. 
Po wojnie (7 kwietnia 1945 roku) gmina wraz z całym powiatem kościerskim weszła w skład nowo utworzonego woj. gdańskiego. Według stanu z dnia 1 lipca 1952 roku gmina składała się z 10 gromad: Białebłota, Góra, Jaroszewy, Jezierce, Kleszczewo, Kobyle, Koźmin, Lipia Góra, Pogódki i Zawada. Gmina została zniesiona 29 września 1954 roku wraz z reformą wprowadzającą gromady w miejsce gmin. Jednostki nie przywrócono 1 stycznia 1973 roku po reaktywowaniu gmin.